# Sugpon
Sugpon ist eine Stadtgemeinde in der philippinischen Provinz Ilocos Sur. Sie grenzt im Osten an die Provinz Benguet und im Westen an die Provinz La Union. In dem bergigen Gelände leben die meisten Menschen von der Landwirtschaft. Ein großer Teil der Bevölkerung gehört dem indigenen Stamm der Kankanaey an.

## Bevölkerungsentwicklung
| Jahr | Einwohner |
| ---- | --------- |
| 1995 | 3381      |
| 2000 | 3513      |
| 2007 | 3936      |
| 2010 | 3820      |

## Baranggays
Sugpon ist in folgende sechs Baranggays aufgeteilt:
- Banga
- Caoayan
- Licungan
- Danac
- Pangotan
- Balbalayang